# Nikanoria trjapitzini
Nikanoria trjapitzini är en stekelart som beskrevs av Zerova 1978. Nikanoria trjapitzini ingår i släktet Nikanoria och familjen kragglanssteklar.
Artens utbredningsområde är Kazakstan. Inga underarter finns listade i Catalogue of Life.